# تکن (فیلم ۲۰۰۹)
تکن (به انگلیسی: Tekken) فیلمی در ژانر رزمی به کارگردانی دوایت اچ لیتل و محصول سال ۲۰۱۰ ژاپن و آمریکا است. فیلم‌نامه این فیلم توسط الن. مک‌الروی بر اساس مجموعه بازی ویدئویی به همین نام به رشته تحریر درآمده است. جان فو، کلی اورتون، کری هیرویوکی تاگاوا، ایان آنتونی داله، کانگ لی، لطیف کراودر داس سنتز، و لوک گاس بازیگران فیلم هستند.